# Ceratagallia omani
Ceratagallia omani är en insektsart som beskrevs av Hamilton 1998. Ceratagallia omani ingår i släktet Ceratagallia och familjen dvärgstritar. Inga underarter finns listade i Catalogue of Life.